# Wissous

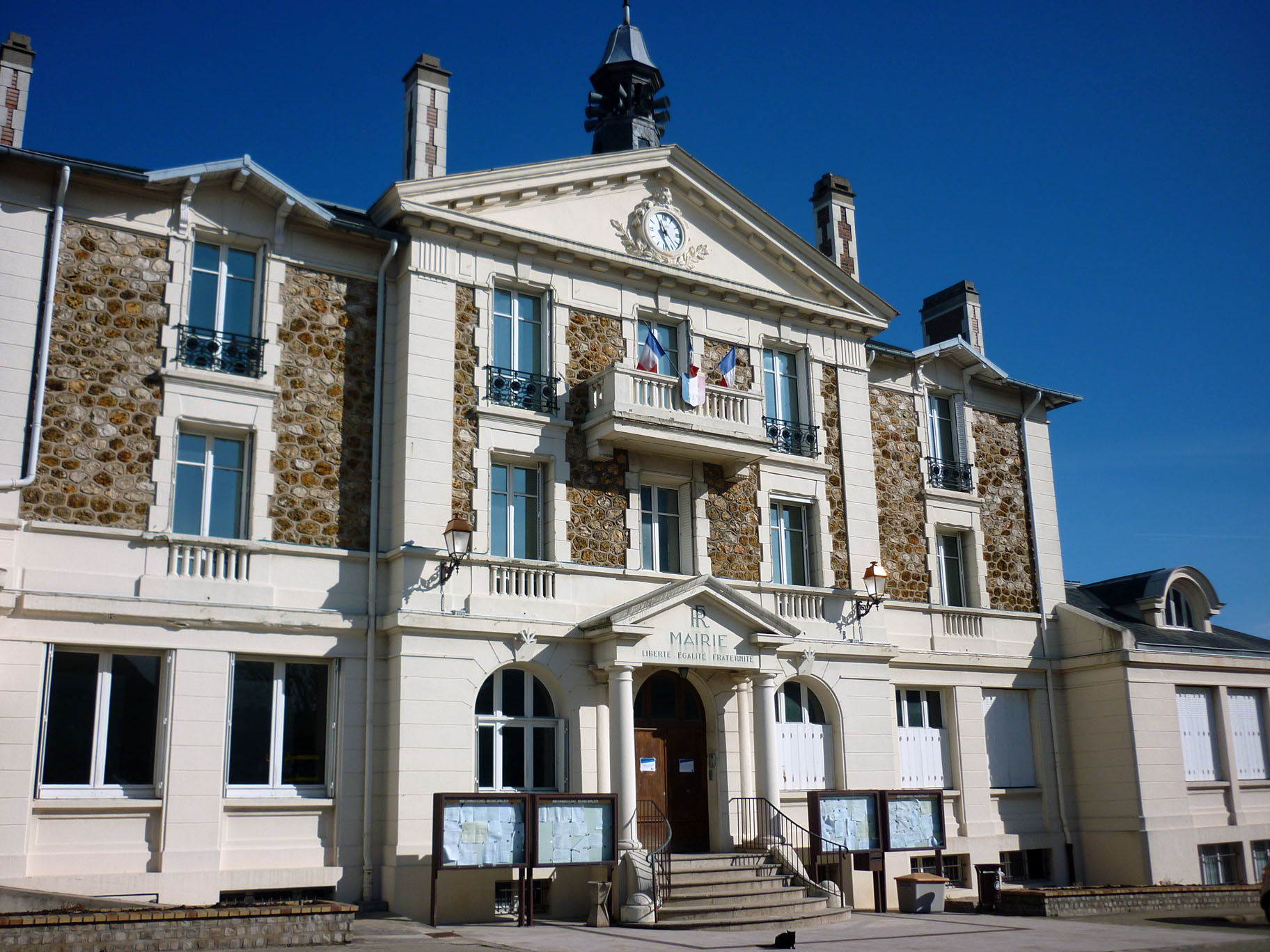
Primăria comunei Wissous

Wissous este o comună franceză situată la circa paisprezece kilometri la sud-vest de Paris, în departamentul Essonne, în regiunea Île-de-France. 
Comuna se situează la frontiera cu departamentele Hauts-de-Seine și Val-de-Marne.
Aeroportul Internațional Paris-Orly se află parțial situat pe teritoriul comunei Wissous.
Locuitorii comunei Wissous se numesc Wissoussiens.

## Personalități
- Ernest Mouchez (1821-1892), astronom, contraamiral și hidrograf francez, a murit la Wissous. Strada pe care a locuit la Wissous îi poartă numele.